# Le origini (Tre Allegri Ragazzi Morti)
Le origini (sottotitolato Antologia delle registrazioni private '94 '95 '96) è una raccolta del gruppo musicale italiano Tre Allegri Ragazzi Morti, pubblicata nel 2002 da La Tempesta Dischi.

## Descrizione
La raccolta contiene i brani pubblicati sulle prime tre demo più un brano incluso nella colonna sonora del film La forza del passato.

## Tracce
1. Candida l'ottimista - 2:55
2. Karaoke - 4:27
3. La qualità - 1:02
4. Una cosa speciale - 3:29
5. 1994 - 1:38
6. Come mi vuoi - 3:40
7. Guerra civile - 0:50
8. Hollywood come Roma - 3:45
9. Quindiciannigià - 2:27
10. Mai come voi - 6:11
11. Mondo naïf - 4:44
12. R+R dell'idiota - 2:25
13. Batteri - 0:25
14. Fortunello - 2:26
15. Dinamite - 1:40
16. Dipendo da te - 3:01
17. Il ritorno dei ragazzi morti - 3:25
18. Mr. Miracolo - 1:24
19. Comica - 2:18
20. Alice in città - 2:52
21. Si parte - 3:14
22. Tutto nuovo - 3:12 (rielaborazione in italiano di Suds & Soda dei dEUS)
23. Sono morto - 3:30
24. Batteri - Dipendo da te - 2:50

## Formazione
- Davide Toffolo - voce, chitarra
- Stefano Muzzin - basso (tracce 1-19)
- Enrico Molteni - basso (tracce 20-24)
- Luca Masseroni - batteria